# Autoroute A120 (France)
Pour les articles homonymes, voir A120.
L'autoroute A120 est le nom qui sera donné à la section de la RN 12 située entre le futur nœud autoroutier de Vert-en-Drouais avec la future autoroute A154 et l'échangeur avec l'actuelle RN 154 à l'est de Dreux.
Cette autoroute est déclarée d'utilité publique en juillet 2018.
En 2022, dans l'appel d'offres pour la concession de cette section, il est proposé d'intégrer à la concession la section de la RN 12 entre l'actuelle RN 154 à l'est de Dreux et l'est du contournement de Houdan, soit un linéaire d'environ 14 kilomètres d'infrastructure routière à 2 fois 2 voies, sans qu'il soit précisé si cette section recevra le statut autoroutier ou demeurera une voie express.